# توکوگاوا تسونه‌ناری
توکوگاوا تسونه‌ناری (به ژاپنی: 徳川 恒孝, Tokugawa Tsunenari)؛ زادهٔ ۲۶ فوریهٔ ۱۹۴۰ نوزدهمین رهبر خاندان توکوگاوا، طرفدار محیط زیست، و اهالی کسب‌وکار اهل ژاپن است.